# Rufus (banda)
Rufus fue un conjunto estadounidense de funk de Chicago, Illinois, más conocido por haber contribuido a lanzar la carrera de su cantante principal, Chaka Khan. Publicaron numerosos hits durante su carrera, entre ellos "Tell Me Something Good", "Sweet Thing" y "Ain't Nobody".

## Formaciones

### Smoke
- Kevin Murphy
- Al Ciner
- Vern Pilder
- Lee Graziano
- Chuck Colbert

### Ask Rufus
- Kevin Murphy
- Al Ciner
- Willie Weeks
- Lee Graziano
- James Stella
- Paulette McWilliams

### Rufus
(También conoicido como Rufus featuring Chaka Khan, Rufus and Chaka y Rufus and Chaka Khan)

### 1972-1974
- Kevin Murphy
- Al Ciner
- Andre Fischer
- Ron Stockert
- Chaka Khan
- Dennis Belfield

### 1974-1977
- Chaka Khan
- Tony Maiden
- Kevin Murphy
- Andre Fischer
- Bobby Watson
- Nate Morgan

### 1977-1979
- Chaka Khan1
- Tony Maiden
- Kevin Murphy
- William "Moon" Calhoun
- Bobby Watson
- Dave "Hawk" Wolinski

### 1979-1983
- Chaka Khan1
- Tony Maiden
- Kevin Murphy
- John "J.R." Robinson
- Bobby Watson
- Dave "Hawk" Wolinski

1 Khan dejaría Rufus para grabar su disco en solitario Chaka en 1978, pero se mantendría vinculada al grupo durante 1982. Khan volvió a unirse en 1983 para el álbum final de la banda, el disco en directo Stompin' at the Savoy - Live.

## Discografía

### Álbumes de estudio
| Año                                                                 | Álbum                      | Posición en listas de éxitos | Posición en listas de éxitos | Posición en listas de éxitos | Certificación de R.I.A.A. | Sello discográfico |
| Año                                                                 | Álbum                      | EE. UU.                      | EE. UU. R&B                  | UK                           | Certificación de R.I.A.A. | Sello discográfico |
| ------------------------------------------------------------------- | -------------------------- | ---------------------------- | ---------------------------- | ---------------------------- | ------------------------- | ------------------ |
| 1973                                                                | Rufus                      | 175                          | 44                           | —                            | —                         | ABC                |
| 1974                                                                | Rags to Rufus              | 4                            | 4                            | —                            | Platino                   | ABC                |
| 1974                                                                | Rufusized                  | 7                            | 2                            | 48                           | Platino                   | ABC                |
| 1975                                                                | Rufus Featuring Chaka Khan | 7                            | 1                            | —                            | Platino                   | ABC                |
| 1977                                                                | Ask Rufus                  | 12                           | 1                            | —                            | Platino                   | ABC                |
| 1978                                                                | Street Player              | 14                           | 1                            | —                            | Platino                   | ABC                |
| 1979                                                                | Numbers                    | 81                           | 15                           | —                            | —                         | ABC                |
| 1979                                                                | Masterjam                  | 14                           | 1                            | —                            | Platino                   | MCA                |
| 1980                                                                | Party 'Til You're Broke    | 73                           | 24                           | —                            | —                         | MCA                |
| 1981                                                                | Camouflage                 | 98                           | 15                           | —                            | —                         | MCA                |
| 1983                                                                | Seal in Red                | —                            | 49                           | —                            | —                         | Warner Bros.       |
| "—" denota que el álbum no entró en las lsitas o no fue certificado |                            |                              |                              |                              |                           |                    |

### Recopilatorios ey álbumes en directo
| Año                                                                 | Álbum                                       | Posición en listas de éxitos | Posición en listas de éxitos | Posición en listas de éxitos | EE. UU. certificación | Sello discográfico |
| Año                                                                 | Álbum                                       | EE. UU.                      | EE. UU. R&B                  | UK                           | EE. UU. certificación | Sello discográfico |
| ------------------------------------------------------------------- | ------------------------------------------- | ---------------------------- | ---------------------------- | ---------------------------- | --------------------- | ------------------ |
| 1982                                                                | The Very Best of Rufus featuring Chaka Khan | —                            | —                            | —                            | —                     | MCA                |
| 1983                                                                | Stompin' at the Savoy - Live                | 50                           | 4                            | 64                           | —                     | Warner Bros.       |
| "—" denota que el álbum no entró en las listas o no fue certificado |                                             |                              |                              |                              |                       |                    |

### Sencillos
| Año                                                     | Sencillo                                       | Posición en listas de éxitos | Posición en listas de éxitos | Posición en listas de éxitos | Posición en listas de éxitos | Álbum                        |
| Año                                                     | Sencillo                                       | EE. UU.                      | EE. UU. R&B                  | EE. UU. Dance                | UK                           | Álbum                        |
| ------------------------------------------------------- | ---------------------------------------------- | ---------------------------- | ---------------------------- | ---------------------------- | ---------------------------- | ---------------------------- |
| 1971                                                    | "Brand New Day"                                | —                            | —                            | —                            | —                            | No contenido en álbum        |
| 1973                                                    | "Slip 'N Slide"                                | 110                          | —                            | —                            | —                            | Rufus                        |
| 1973                                                    | "Whoever's Thrilling You (Is Killing Me)"      | —                            | 40                           | —                            | —                            | Rufus                        |
| 1973                                                    | "Feel Good"                                    | —                            | 45                           | —                            | —                            | Rufus                        |
| 1974                                                    | "Tell Me Something Good"                       | 3                            | 3                            | —                            | —                            | Rags to Rufus                |
| 1974                                                    | "You Got the Love"                             | 11                           | 1                            | —                            | —                            | Rags to Rufus                |
| 1975                                                    | "Once You Get Started"                         | 10                           | 4                            | 6                            | —                            | Rufusized                    |
| 1975                                                    | "Please Pardon Me (You Remind Me of a Friend)" | 48                           | 6                            | —                            | —                            | Rufusized                    |
| 1975                                                    | "Sweet Thing"                                  | 5                            | 1                            | —                            | —                            | Rufus Featuring Chaka Khan   |
| 1976                                                    | "Dance Wit Me"                                 | 39                           | 5                            | —                            | —                            | Rufus Featuring Chaka Khan   |
| 1976                                                    | "Jive Talkin'"                                 | —                            | 35                           | —                            | —                            | Rufus Featuring Chaka Khan   |
| 1977                                                    | "At Midnight (My Love Will Lift You Up)"       | 30                           | 1                            | 37                           | —                            | Ask Rufus                    |
| 1977                                                    | "Hollywood"                                    | 32                           | 3                            | —                            | —                            | Ask Rufus                    |
| 1977                                                    | "Everlasting Love"                             | —                            | 17                           | —                            | —                            | Ask Rufus                    |
| 1978                                                    | "Stay"                                         | 38                           | 3                            | —                            | —                            | Street Player                |
| 1978                                                    | "Blue Love"                                    | 105                          | 34                           | —                            | —                            | Street Player                |
| 1979                                                    | "Keep It Together (Declaration of Love)"       | 109                          | 16                           | —                            | —                            | Numbers                      |
| 1979                                                    | "Do You Love What You Feel"                    | 30                           | 1                            | 5                            | —                            | Masterjam                    |
| 1980                                                    | "Any Love"                                     | 102                          | 24                           | 5                            | —                            | Masterjam                    |
| 1980                                                    | "I'm Dancing for Your Love"                    | —                            | 43                           | —                            | —                            | Masterjam                    |
| 1981                                                    | "Tonight We Love"                              | —                            | 18                           | 64                           | —                            | Party 'Til You're Broke      |
| 1981                                                    | "Hold on to a Friend"                          | —                            | 56                           | —                            | —                            | Party 'Til You're Broke      |
| 1981                                                    | "Sharing the Love"                             | 91                           | 8                            | —                            | —                            | Camouflage                   |
| 1982                                                    | "Better Together"                              | —                            | 66                           | 56                           | —                            | Camouflage                   |
| 1983                                                    | "Take It to the Top"                           | —                            | 47                           | —                            | —                            | Seal in Red                  |
| 1983                                                    | "Ain't Nobody"                                 | 22                           | 1                            | 6                            | 8                            | Stompin' at the Savoy - Live |
| 1984                                                    | "One Million Kisses"                           | 102                          | 37                           | 67                           | 86                           | Stompin' at the Savoy - Live |
| "—" denota que el sencillo no entró en listas de éxitos |                                                |                              |                              |                              |                              |                              |

## Premios Grammy
- 1974: "Tell Me Something Good" - Vencedor
- 1978: "Ask Rufus" - Nominación
- 1983: "Ain't Nobody" - Vencedor

## Versiones
Rufus ha versionado canciones de artistas como "Body Heat" de Quincy Jones. "Ain't Nobody" sería versionada por numerosos artistas, como Kelly Price, Faith Evans y George Michael.